# Dalmunach
Dalmunach ist eine Scotch Whiskybrennerei in Carron, Banffshire, Schottland, Großbritannien. Die Destillerie wurde für Blends von Chivas Regal gebaut und ist im Besitz der Chivas Brothers, einer Tochtergesellschaft der Pernod-Ricard-Gruppe. Die Wasserquelle ist der nahegelegene Ballinom Burn, der in den Mannoch Hills entspringt. Die Brennerei ist nach einem nahegelegenen Teich am Fluss Spey benannt. Die Brennerei liegt neben dem Speyside Way und dem Moray Way, Fernwanderwegen der Region.

## Geschichte
Die Arbeiten an der neuen Brennerei begannen 2012. Die neue Brennerei nimmt einen Teil des ehemaligen Geländes der alten Imperial Distillery ein. Die Brennerei wurde 2015 von Nicola Sturgeon, der damaligen Regierungschefin Schottlands, offiziell eröffnet. Die Brennerei kostete 25 Millionen Pfund Sterling und verfügt über ein modernes Design, das 2015 mit dem Preis des Royal Institute of British Architects für Schottland ausgezeichnet wurde. Die Brennerei wurde energieeffizient konzipiert und nutzt erneuerbare Energiequellen. Im Jahr 2019 besuchte die Abgeordnete Theresa Villiers die Brennerei während ihrer Amtszeit als Umweltministerin. Im Jahr 2021 besuchte der Abgeordnete Douglas Ross, während seiner Amtszeit als Vorsitzender der Scottish Conservative Party, die Brennerei.

## Produktion
Die Brennerei ist eine der größten in Schottland. Sie verfügt über einen 12 Tonnen fassenden Maischebottich („mash tun“), sowie über 16 Gärbottiche ("washbacks") und acht Brennblasen aus Edelstahl. Die vier Feinbrandblasen ("spirit stills") haben eine Zwiebelform, die eine Hommage an die ehemalige Imperial-Brennerei darstellt. Die Brennerei hat eine Kapazität von 10 Millionen Litern. Ein Großteil der Whisky-Produktion der Brennerei wird als Komponente für die Mischung von Chivas Regal verwendet.

## Abfüllungen
Die ersten Single-Malt-Abfüllungen der Brennerei erfolgten 2019 mit der Veröffentlichung einer vier Jahre alten Einzelfassabfüllung.